# Ян Їржі
Ян Їржі (чеськ. Jan Jiří; * 10 квітня 1905, місто Райград поблизу Брно) — чеська поетеса, перекладачка. Справжні ім'я та прізвище — Ольга Урбанкова (чеськ. Olga Urbánková).

## Біографічні відомості
Від кінця 1930-х років жила в Бразилії.
Автор збірок:
- «Осколки днів і серця» (1926),
- «Пастух на горах» (1928),
- «Sierra Ventana» (1929).

Перекладала з португальської, німецької, польської, російської та української літератур.
У 1920-х роках опублікувала в чеській періодиці низку перекладів із ранніх творів Павла Тичини, окремі вірші Аркадія Животка та ін.
1927 року в перекладі поетеси вийшла книга «Вітер з України» Павла Тичини, яка стала першою збіркою української радянської поезії в Чехословаччині. 